# Open University
La Open University (OU) è un'università pubblica di ricerca specializzata nell'insegnamento a distanza, e una delle più grandi università nel Regno Unito. La maggior parte degli studenti è del Regno Unito e studiano a distanza; molti dei corsi dell'OU possono essere seguiti da qualsiasi parte nel mondo. Il campus universitario vede anche la presenza di alcuni studenti dei dottorati di ricerca, più di 1000 membri dello staff accademico e di ricerca e oltre 2500 impiegati amministrativi, operativi e di supporto.
La OU è stata fondata nel 1969 e i primi studenti si sono immatricolati nel gennaio 1971. L'università ha base a Walton Hall, Milton Keynes, nel Buckinghamshire, ma ha anche centri amministrativi in altre parti del Regno Unito. Ha anche una presenza in altre nazioni europee. L'università rilascia lauree undergraduate e postgraduate, oltre a altri tipi di certificazioni. 
Con oltre 174.000 studenti iscritti è l'istituzione accademica più grande del Regno Unito (e una delle più grandi in Europa) per numero di studenti e si qualifica anche per una delle università più grandi al mondo. Da quando è stata fondata, più di 2 milioni di studenti hanno frequentato i suoi corsi.